# 30 (Album)
30 ist das vierte Studioalbum der englischen Sängerin und Songwriterin Adele. Es wurde am 19. November 2021 von Columbia Records veröffentlicht. Die Leadsingle Easy on Me erreichte in mehreren Ländern die Nummer eins, unter anderem in den USA und Großbritannien. Die Folgesingles Oh My God und I Drink Wine erreichten gleichzeitig die Top Five der britischen Charts.
30 erreichte in fünfundzwanzig Ländern Platz eins. Im Vereinigten Königreich erreichte es in der ersten Woche die höchsten Verkaufszahlen für ein Album einer Künstlerin seit Adeles drittem Studioalbum 25 (2015). Dort hielt es sich fünf Wochen auf Platz eins und in den USA sechs Wochen. 30 war in beiden Ländern sowie weltweit mit 5,54 Millionen verkauften Exemplaren das meistverkaufte Album des Jahres.

## Hintergrund und Inhalt
30 ist Adeles erstes Studioalbum seit sechs Jahren nach 25 (2015) und wurde von Adeles Erfahrungen und Ängsten nach ihrer Scheidung und deren Auswirkungen auf das Leben ihres Sohnes, sowie von Mutterschaft und Ruhm inspiriert. Adele hatte 2018 mit der Arbeit an dem Album begonnen und arbeitete mit Produzenten wie Greg Kurstin, Max Martin, Inflo, Tobias Jesso Jr., Ludwig Göransson, Shawn Everett und Shellback zusammen. Musikalisch ist 30 ein Pop-, Soul- und Jazz-Album, das Dance-Pop-, Gospel- und R&B-Elemente enthält.
Während der Konzeption ihres dritten Studioalbums 25 (2015) schrieb Adele genug Material für drei oder vier Alben, wie sie meinte. Später verriet sie, dass sie vier oder fünf Songs hatte, die sie zu einem späteren Zeitpunkt wieder aufgreifen würde, darunter einen von Greg Kurstin produzierten Song, den sie für geeigneter hielt, wenn sie älter war. Im Jahr 2018 berichteten Mainstream-Medien, dass Adele an ihrem vierten Studioalbum arbeitet. Schlagzeuger Matt Chamberlain bestätigte, dass er für ihr viertes Studioalbum zusammen mit Rick Nowels, John Legend und Raphael Saadiq im Studio war, in der Hoffnung, ein Album „voller Soul und mit einem eklektischen Sound“ zu schaffen.
Nach der Hochzeit von Adele mit Simon Konecki im Jahr 2018, reichte sie 2019 die Scheidung ein. Sie begann, Therapiesitzungen zu besuchen und ihre entfremdete Beziehung zu ihrem Vater wiederherzustellen. Adele litt unter Angstzuständen, die sie zusammen mit der Trennung von Konecki und der Prüfung durch Ruhm und Mutterschaft zu 30 inspirierten. Die Auswirkungen der Scheidung auf ihren Sohn quälten Adele in den folgenden Jahren. Sie beschloss, regelmäßig Gespräche mit ihm zu führen, die sie auf Anraten ihrer Therapeutin aufzeichnete. Diese inspirierten Adele zu ihrer Rückkehr ins Studio, und das Album nahm Gestalt an als ein Werk, das ihrem Sohn erklären sollte, warum sie seinen Vater verlassen hatte.
Schon zu Beginn der Werbung für 25 verriet Adele, dass sie vorhabe, ihre Alben nicht mehr nach ihrem Alter zu benennen. An ihrem 31. Geburtstag veröffentlichte Adele jedoch einen seltenen Social-Media-Post, in dem sie – scheinbar scherzhaft – ihr nächstes Album als 30 bezeichnete, in Anspielung auf das Thema der Titel ihrer vorherigen drei Alben.
Nachdem die Veröffentlichung des Albums ein paar mal verschoben wurde, kam es schließlich am 19. November 2021 heraus.

## Albumtitel
Der Albumtitel 30 bezieht sich wie ihre Vorgängeralben auf Adeles Alter zu dem Zeitpunkt, als sie die Titel komponiert und aufgenommen hat.

## Titelliste
| #  | Titel                                             | Autor(en)                      | Produzent(en)            | Länge |
| -- | ------------------------------------------------- | ------------------------------ | ------------------------ | ----- |
| 1  | Strangers by Nature                               | Adele Adkins, Ludwig Göransson | Göransson                | 3:02  |
| 2  | Easy on Me                                        | Adkins, Greg Kurstin           | Kurstin                  | 3:44  |
| 3  | My Little Love                                    | Adkins, Kurstin                | Kurstin                  | 6:29  |
| 4  | Cry Your Heart Out                                | Adkins, Kurstin                | Kurstin                  | 4:15  |
| 5  | Oh My God                                         | Adkins, Kurstin                | Kurstin                  | 3:45  |
| 6  | Can I Get It                                      | Adkins, Max Martin, Shellback  | Martin, Shellback        | 3:30  |
| 7  | I Drink Wine                                      | Adkins, Kurstin                | Kurstin                  | 6:16  |
| 8  | All Night Parking (mit Erroll Garner) (Interlude) | Adkins, Garner                 | Joey Pecorao, Kurstin    | 2:41  |
| 9  | Woman Like Me                                     | Adkins, Dean Josiah Cover      | Inflo                    | 5:00  |
| 10 | Hold On                                           | Adkins, Cover                  | Inflo                    | 6:06  |
| 11 | To Be Loved                                       | Adkins, Tobias Jesso Jr.       | Jesso Jr., Shawn Everett | 6:43  |
| 12 | Love is a Game                                    | Adkins, Cover                  | Inflo                    | 6:43  |

Target Edition Bonustitel & Japanische Edition Bonustitel
| #  | Titel                             | Autor(en)         | Produzent(en) | Länge |
| -- | --------------------------------- | ----------------- | ------------- | ----- |
| 13 | Wild Wild West                    | Adkins, Göransson | Göransson     | 3:46  |
| 14 | Can’t Be Together                 | Adkins, Kurstin   | Kurstin       | 4:18  |
| 15 | Easy on Me" (mit Chris Stapleton) | Adkins, Kurstin   | Kurstin       | 3:44  |

## Singleauskopplungen
30 wurde mit drei Singles beworben. Easy on Me wurde am 15. Oktober 2021 veröffentlicht. Bei seiner Veröffentlichung wurde er zum meistgestreamten Song, sowohl an einem Tag als auch in einer einzigen Woche auf Spotify. Der Song erreichte in verschiedenen Ländern die Spitze der Charts, darunter die UK Singles Chart und die US Billboard Hot 100. Die Duettversion mit Stapleton wurde am 19. November 2021 bei den US-Country-Radiosendern beworben. „Oh My God“ wurde als zweite Single am 29. November 2021 veröffentlicht. Der Song erreichte bei seinem Debüt Platz zwei der offiziellen Singles-Charts hinter „Easy on Me“ und Platz fünf der US Billboard Hot 100. Das von Sam Brown inszenierte Musikvideo zu dem Song wurde am 12. Januar 2022 auf Adeles YouTube-Kanal hochgeladen. „I Drink Wine“ wurde am 4. November 2022 in Italien als dritte Single des Albums im Radio gespielt. Zeitgleich wurde ein Musikvideo veröffentlicht, bei dem Joe Talbot Regie führte.

## Rezeption
Nach der Ankündigung von 30 und der Veröffentlichung der Leadsingle „Easy on Me“ schrieb James Hall vom Daily Telegraph, dass „ein neues Adele-Album nicht nur eine Veröffentlichung ist – es ist ein globales kulturelles Ereignis“. Medien und Fans bezeichneten 30 als Teil eines Musiktrends aus dem Jahr 2021 namens „Sad Girl Autumn“ oder „Sad Girl Fall“, der sich auf die Veröffentlichung melancholischer und introspektiver Musik von Künstlerinnen im Herbst bezieht. Spotify entfernte die „Shuffle“-Schaltfläche für seine Premium-Nutzer, wie Adele vorgeschlagen hatte, und kommentierte: „Unsere Kunst erzählt eine Geschichte und unsere Geschichten sollten so gehört werden, wie wir es beabsichtigen.“ ABC News nannte ihren Vorschlag „ein Beispiel für ihre Macht in der Musikindustrie“.

### Rezensionen
30 wurde von der Musikkritik gelobt, viele von ihnen bezeichneten es als Adeles bisher bestes Album. Auf Metacritic, das den Bewertungen von Publikationen eine normalisierte Punktzahl von 100 zuweist, erhielt das Album eine gewichtete Durchschnittspunktzahl von 88 auf der Grundlage von 23 Bewertungen, was auf eine „allgemeine Zustimmung“ hindeutet. Es ist Adeles bestbewertetes Album auf der Website. Die Kritiker lobten die Rohheit und Intensität des Themas und die lyrischen Themen über Hoffnung und Akzeptanz. Neil McCormick vom Daily Telegraph ist der Meinung, dass es „kraftvolle“ Songs, „intensive“ Emotionen und „bravouröse“ Darbietungen enthält.
Im Vergleich zu Adeles früheren Alben bezeichnete der erfahrene Kritiker Robert Christgau 30 als „Durchbruch“ und war der Meinung, dass Adele auf dem Album auf subtile Weise neue Wege beschreitet, die „in Bezug auf die Vielfalt eine Steigerung gegenüber ihren Vorgängern darstellen“.
Der A.V. Club bezeichnete 30 als Adeles Hommage an Amy Winehouse und als „Dankeschön“ für ihren Einfluss: „Wie Winehouse auf Back to Black navigiert auch Adele hier durch die Trauer, die mit dem Zerbrechen der Liebesbande einhergeht, und wäscht sich in Herzschmerz.“ Time lobte Adele dafür, dass sie „relevant bleibt, während sie Trends eklatant ignoriert“, nannte sie „eine Meisterin darin, das Leben in Kunst zu verwandeln“, die „abwechselnd unerreichbar und sympathisch rüberkommt“ und „augenzwinkernd auf Schlagzeilen in einer Weise reagiert, die noch mehr Schlagzeilen erzeugt“. 30 wurde als einer der größten popkulturellen Momente des Jahres 2021 angesehen.

### Preise
Adele erhielt bei den Brit Awards 2022 vier Nominierungen und gewann drei davon: Britisches Album des Jahres für 30, Song des Jahres für „Easy on Me“ und Künstlerin des Jahres. Sie war die erste Solokünstlerin in der Geschichte, die dreimal das britische Album des Jahres gewann. Adele erhielt außerdem vier Nominierungen bei den iHeartRadio Music Awards, mit zwei von 30 Preisen für das beste Comeback-Album und das Pop-Album des Jahres. „Easy on Me“ wurde bei der 65. Verleihung mit dem Grammy Award für die beste Pop-Solodarbietung ausgezeichnet, womit Adele ihre Serie von vier Siegen in dieser Kategorie ausbauen konnte.

## Kommerzieller Erfolg

### Chartplatzierungen
Drei Wochen vor der Veröffentlichung war 30 das meistgekaufte Album aller Zeiten auf Apple Music und erreichte die höchste Anzahl an Vorbestellungen an einem einzigen Tag. Am 22. November 2021 meldete die Official Charts Company, dass 30 in der ersten Hälfte der Eröffnungswoche mehr Verkäufe verzeichnete als die übrigen Top 40 der Charts zusammen. Das Album erreichte die größte Eröffnungswoche des Jahres 2021 und die größte von einer Künstlerin seit 25 Jahren. Mit 261.000 verkauften Exemplaren landete es auf Platz eins der Charts, während Adele mit drei Titeln gleichzeitig in den Top Five der Official Singles Chart vertreten war. 30 hielt sich fünf Wochen in Folge an der Spitze der offiziellen Albumcharts und ist damit das am längsten auf Platz 1 stehende Album des Jahres 2021. Als Top-Album des Jahres 2021 im Vereinigten Königreich hat 30 insgesamt mehr als 600.000 Einheiten verkauft, davon 502.000 rein durch Verkäufe. 30 debütierte auf Platz eins in Deutschland, und mit „Easy on Me“ auf Platz eins der deutschen Top-100-Singles-Charts wurde Adele die erste Künstlerin, die dort dreimal gleichzeitig auf Platz eins der Single- und Albumcharts stand.
In den Vereinigten Staaten wurde 30 das meistverkaufte Album des Jahres 2021 innerhalb ihres ersten Tages. 30 erzielte die größte Eröffnungswoche des Jahres 2021, mit 839.000 verkauften Einheiten an der Spitze der Billboard 200, davon 692.000 reine Albumverkäufe. Es erreichte die viertbeste Streaming-Debütwoche für ein Frauenalbum im Jahr 2021 und übertraf die Verkaufszahlen aller Alben der letzten 11 Monate zusammen. 30 übertraf auch die anderen 100 meistverkauften Alben in dieser Woche, sowie die anderen Top 10 der meistverkauften Alben in dieser Woche und verdreifachte die Verkaufszahlen. Alle 12 Titel von „30“ stiegen nach der Veröffentlichung in die Billboard Hot 100 ein, sechs davon in die Top 40. Adeles Summe der Charteinträge stieg von 14 auf 25, womit sie zusammen mit Billie Eilish die Künstlerin mit den drittmeisten Einträgen in den Charts im Jahr 2021 ist. 30 erzielte auch den größten Umsatz in der zweiten Woche des Jahres und den größten Umsatz in der zweiten Woche seit 2018. In der Mitte der dritten Woche hatte 30 in den USA über eine Million Exemplare verkauft und war damit das erste Album aus dem Jahr 2021, das diesen Meilenstein erreichte. In der vierten Woche wurde 30 das meistverkaufte Vinyl-Album des Jahres 2021. Das Album hielt sich insgesamt sechs Wochen auf Platz eins. 30 wurde von der RIAA für 3 Millionen verkaufte Einheiten in den USA mit 3× Platin ausgezeichnet. 30 war mit 1,990 Millionen Exemplaren – 1,219 Millionen physischen Exemplaren und 845.000 digitalen Downloads – der Jahresend-Bestseller des Jahres 2021 und das einzige Album, das sich eine Million Mal verkaufte. Dies war Adeles fünftes Mal, dass sie das meistverkaufte Album des Jahres hatte. 30 war das am vierthäufigsten konsumierte Album des Jahres 2021 und das zweithäufigst konsumierte bei den Frauen, und Adele war die zweitbestverkaufte Künstlerin des Jahres 2021. 30 war auch das meistverkaufte digitale Album, die meistverkaufte CD und die meistverkaufte Vinyl-LP des Jahres 2021. CNN berichtete, dass 30 zum ersten Mal seit 17 Jahren wieder einen Anstieg der Vinyl- und CD-Verkäufe verzeichneten.
| ChartsChartplatzierungen       | Höchstplatzierung | Wochen |
| ------------------------------ | ----------------- | ------ |
| Deutschland (GfK)              | 1 (35 Wo.)        | 35     |
| Österreich (Ö3)                | 1 (37 Wo.)        | 37     |
| Schweiz (IFPI)                 | 1 (43 Wo.)        | 43     |
| Vereinigte Staaten (Billboard) | 1 (69 Wo.)        | 69     |
| Vereinigtes Königreich (OCC)   | 1 (66 Wo.)        | 66     |

| ChartsJahrescharts (2021)    | Platzierung |
| ---------------------------- | ----------- |
| Deutschland (GfK)            | 7           |
| Österreich (Ö3)              | 4           |
| Schweiz (IFPI)               | 2           |
| Vereinigtes Königreich (OCC) | 1           |

| ChartsJahrescharts (2022)      | Platzierung |
| ------------------------------ | ----------- |
| Deutschland (GfK)              | 10          |
| Österreich (Ö3)                | 45          |
| Schweiz (IFPI)                 | 7           |
| Vereinigte Staaten (Billboard) | 2           |
| Vereinigtes Königreich (OCC)   | 14          |

### Auszeichnungen für Musikverkäufe
| Land/Region                  | Auszeichnungen für Musikverkäufe (Land/Region, Auszeichnung, Verkäufe) | Verkäufe  |
| ---------------------------- | ---------------------------------------------------------------------- | --------- |
| Australien (ARIA)            | Platin                                                                 | 70.000    |
| Belgien (BRMA)               | Platin                                                                 | 20.000    |
| Brasilien (PMB)              | 2× Platin                                                              | 80.000    |
| Chile (IFPI)                 | Gold                                                                   | 2.500     |
| Dänemark (IFPI)              | Platin                                                                 | 20.000    |
| Deutschland (BVMI)           | Platin                                                                 | 200.000   |
| Frankreich (SNEP)            | 3× Platin                                                              | 300.000   |
| Italien (FIMI)               | Platin                                                                 | 50.000    |
| Kanada (MC)                  | 3× Platin                                                              | 240.000   |
| Mexiko (AMPROFON)            | Platin                                                                 | 140.000   |
| Neuseeland (RMNZ)            | 3× Platin                                                              | 45.000    |
| Österreich (IFPI)            | Platin                                                                 | 15.000    |
| Polen (ZPAV)                 | 4× Platin                                                              | 80.000    |
| Portugal (AFP)               | Gold                                                                   | 7.500     |
| Schweden (IFPI)              | 2× Platin                                                              | 60.000    |
| Schweiz (IFPI)               | Platin                                                                 | 20.000    |
| Spanien (Promusicae)         | Platin                                                                 | 40.000    |
| Ungarn (MAHASZ)              | Platin                                                                 | 4.000     |
| Vereinigte Staaten (RIAA)    | 3× Platin                                                              | 3.000.000 |
| Vereinigtes Königreich (BPI) | 3× Platin                                                              | 900.000   |
| Insgesamt                    | 2× Gold · 33× Platin ·                                                 | 5.294.000 |

Hauptartikel: Adele (Sängerin)/Auszeichnungen für Musikverkäufe